# Dendroceros seramensis
Dendroceros seramensis là một loài rêu trong họ Dendrocerotaceae. Loài này được J. Haseg. mô tả khoa học đầu tiên năm 1986.